# Боровичене
Боровичене (болг. Боровичене) — село в Благоевградской области Болгарии. Входит в состав общины Петрич. Находится примерно в 16 км к западу от центра города Петрич и примерно в 68 км к югу от центра города Благоевград. По данным переписи населения 2011 года, в селе  проживало 53 человека, преобладающая национальность — болгары.

## Население
| Год     | 1934 | 1946 | 1956 | 1965 | 1975 | 1985 | 1992 | 2001 | 2011 |
| ------- | ---- | ---- | ---- | ---- | ---- | ---- | ---- | ---- | ---- |
| Жителей | 172  | 235  | 315  | 256  | 239  | 188  | 133  | 92   | 53   |

|  |